# Yasutora Sado
Yasutora Sado (茶渡 泰虎, Sado Yasutora) é um personagem fictício no anime e mangá série Bleach criado por Tite Kubo. Ele é extremamente alto adolescente que estuda na mesma turma que o Ichigo Kurosaki. Porque Ichigo primeiro ler Yasutora é nome de um crachá, ele pronunciou o nome de família como Chad (チャド, Chado) devido à variável pronúncias de kanji, e Ichigo continua a chamar-lhe isto em toda a história.

## Concepção e desenvolvimento
Bleach Autor Tite Kubo afirmou que ele começou a criar as personagens " de seus rostos." segundo Kubo, Chad " parecia que estava de património Mexicano " então ele decidiu fazer-lhe meia Japonesa e metade-Mexicano.

## Esboço do personagem

### Personalidade
Chad é um adolescente de ascendência japonesa e mexicana, e parece ser mais velha do que ele realmente é. Ele tem uma tatuagem no seu ombro esquerdo, que é constituído por um coração alado e uma cobra, com uma fita que lê ' Amore e Morte " (" o amor e a morte " em italiano) e tem uma boca muito grande. Durante seus primeiros anos, chad foi extremamente violento. Explorando sua vantagem no tamanho, ele intimidados e atingir qualquer criança que irritava ele. Oscar Joaquin, seu avô, ' Abuelo " inspirado chad para ser gentil. Depois, Oscar Joaquin de le rosa deu chad uma antiga moeda mexicana, o que ele valorizava após a morte do Oscar. Desde então, Chad jurou que nunca iria lutar se não fosse para proteger os outros, de acordo com as instruções - mesmo A sua própria vida estava em perigo. No entanto, por causa da sua constante envolvimento com bandidos, chad ganhou uma reputação como um cruel gangster a si mesmo.
Chad é uma pessoa tranquila com um bom coração e, por vezes, é o tema de piadas ou valentões porque ele nunca dá luta, contra humanos normais, ou muitas vezes hollows e alma ceifeiros até necessário. No entanto, ele é tratado de forma igual no seu grupo de amigos em karakura (Ichigo, keigo e mizuiro). Como ele e ichigo tem um relacionamento de longa data, depois de ter conhecido um ao outro enquanto lutando contra um grupo de arruaceiros. Desde então, os dois decidiram lutar juntos, chad torna-se determinada para treinar e ficar mais forte a fim de auxílio ichigo na sua luta enquanto ichigo e os seus inimigos começam a tornar-se muito mais forte do que o chad ao longo da série. O Chad também tem uma fraqueza Para coisas fofas, como pequenos animais e kon, e é um dos poucos personagens que na verdade trata kon com alguma dignidade, mas na maior parte ignora-lo. Em uma recente omake, quando orihime está a tentar apanhar nozomi com um gato de pelúcia, ela capta o chad em vez disso, quem começa a acariciar com isso. Além de sua força física, sendo capaz de levantar 400 kg com facilidade, chad também demonstrou ser muito inteligente; ele ocupava a 11 ª posição em 322 na escola, enquanto ichigo é classificado 23 RD.

### Habilidades
Quando introduzido pela primeira vez, o chad não tinha poderes especiais para além do seu invulgar força e resistência. Depois do seu encontro com o periquito contendo a alma de yūichi shibata, ele começa a detectar a localização aproximada de espíritos e cavidades, mas não pode vê-los na íntegra. Só depois de salvar a Karin Kurosaki de um oco oco, durante o massacre ao jogo entre uryuu e ichigo, chad quer nao totalmente ver espíritos. Isto também desperta o que chad depois aprende a ser seus poderes latentes como fullbringer, um humano que manipula a alma de um objeto para todo o seu potencial como o resultado de absorção de espírito residual a pressão de um oco enquanto que ainda não nasceram. Tendo sido criado pelo avô de orgulho na sua pele e património mexicano, chad é fullbring manifesta-se sobre o seu corpo sob a forma de armadura no braço direito dele chamou o "Braço Direita  [sic] de Gigante" (巨人の右腕(ブラソ・デレチャ・デ・ヒガンテ), Buraso Derecha Del Higante, espanhol para " braço direito do gigante ". japonês para " Gigante está braço direito "). O chad armadura aumenta a sua força para além do seu nível já impressionante, e permite-lhe fogo, explosões de energia poderosa de seu punho.[9] Após o treino com o renji, chad ganhos Uma versão melhorada do seu braço blindado. Ele também ganha um novo ataque especial chamado El Directo (巨人の一撃 (エル・ディレクト), Eru Direkuto, espanhol para " o direct ",também um espanhol termo de boxe para 'Golpe'. Japonês para " Gigante está greve ".) Para realizar isso, flanges sobre o braço do chad abrir e ele socar o inimigo.
Enquanto em hueco mundo, afirmando que os poderes dele estão mais perto do que a de um oco, chad é fullbring é fortalecer pelo ambiente ao ponto de manifestar uma armadura em ambos os braços ao invés de apenas o seu bem. Além disso, ele também ganha a habilidade de mover a altas velocidades de forma semelhante ao flash passos e som. Chad está cheia-Powered braço direito ainda é chamado o braço direita de gigante mas agora é usado para defesa em vez de ofensa (embora ainda é mais poderoso ao ataque do braço original dele). Braço direita de gigante se torna um escudo que se estende a sua mão para alguma distância além do antebraço com o mesmo padrão como antes. O Chad é blindado braço esquerdo, usada para o ataque, é conhecido como o Brazo Izquierda  [sic] Del Diablo (悪魔の左腕 (ブラソ・イスキエルダ・デル・ディアボロ), Buraso Isukieruda Deru Diaboro, espanhol para " braço esquerdo do diabo ". japonês para " Diabo é braço esquerdo "). Com este braço, chad ganha um ataque especial conhecido como La Muerte (魔人の一撃（ラ・ムエルテ), Ra Muerute, espanhol para " a morte," japonês para " ataque do diabo "), um poderoso punho contendo energia De todos os dedos.

## Enredo Resumo
Alguns dias após ichigo torna-se uma alma reaper, chad aceita um amaldiçoado nymphicus hollandicus cujos donos anteriores morreram todos mortes horríveis. O pássaro é, na verdade, o recipiente para o espírito de uma criança morta, Yuichi Shibata, colocados lá Por um oco que usa-lo como isca. Chad é forçado a lutar contra as hollow, apesar de não ser capaz de ver isso, assistida por Rukia Kuchiki. Ichigo derrota o oco então realiza konso sobre Yuichi. Mais tarde, quando o duelo Uryū Ishida Com Ichigo desencadeia uma multiplicidade de hollows sobre a cidade, chad é pressionado para a batalha com outro oco. É este evento que desperta seus poderes espirituais, que se manifesta como armadura no braço direito.
Depois de rukia é levado de volta a alma da sociedade, chad e orihime inoue são treinados por yoruichi shihouin conscientemente para exortar os seus poderes quando necessário. Depois de uma semana, chad folhas para alma sociedade com orihime, uryuu, yoruichi e ichigo.  Quando o grupo é separado quando entrar seireitei, chad acaba sozinho. Chad encontra seu igual no shunsui kyōraku, comandante da 8 ª divisão no gotei 13. Kyōraku facilmente bate chad, deixando-lhe fortemente ferido, mas vivo. Depois de ser libertado por kenpachi zaraki da 11 ª divisão e rukia é salva, uryuu, Chad, ichigo e orihime partir para o mundo vivo. Em karakura cidade, ichigo, chad e orihime são atacados por ulquiorra Yammy Schiffer e riyalgo, dois dos primeiros karakura arrancars invadir a cidade. Quando a segunda invasão liderada pela espada grimmjow jeagerjaques começa, chad é atacada por um arrancar mas é salvo por ichigo. Notando que ele é incapaz de lutar ao lado ichigo, chad vira kisuke urahara por socorro, pedindo para treino.
Depois orihime é capturado por sousuke aizen, chad junta ichigo e seus amigos para resgatá-la do hueco mundo. Após a caminho de las noches e o grupo se separa, chad atropela a espada privaron gantenbainne mosqueda. Sua vitória é de curta duração, no entanto, como a 5 ª espada, nnoitora jiruga, gravemente feridas ele e deixa-lo à morte. O Chad e gantenbainne são eventualmente Encontrado pela exequias, que plano para acabar com eles, mas retsu isane kotetsu unohana e interromper, e o ex-Cura-lo. Mais tarde, ele aparece com a rukia e renji ao auxílio ichigo e combater as exequias,mas foi derrotado pelo cero espada yammy.
Depois do 17 mês tempo skip, chad aparece como um aliado do xccution, um grupo de humanos com poderes sobrenaturais chamado Fullbring. Tendo aprendido que ele é um próprio fullbringer, chad concorda para ajudar a restaurar a ichigo é soul reaper habilidades para xccution é precisa. No entanto, sem saber que era xccution usá-lo para o seu plano para atacar a alma da sociedade, chad é atacada por shūkurō tsukishima e está sob a influência do seu fullbring para servir como um executor. Mas quando ele e orihime experiência um colapso mental após tsukishima tentativas para "adicionar" mais detalhes às suas memórias falsas, chad é nocauteado por urahara e isshin antes a sua mente é restabelecida após tsukishima eventual morte. Não muito tempo depois, chad acompanha os amigos dele (sans uryu) ao hueco mundo a fim de salvar o arrancars do wandenreich. Quando ichigo parte para ajudar a alma a sociedade contra a invasão vandenreich, Chad, orihime e urahara estão gravemente ferido por quilge opie e cair de suas flechas. Eles são então salvou quando o opie é morto por grimmjow, a quem eles mais tarde juntar forças com.
Dez anos mais tarde, Chad, agora, é um boxeador profissional e da organização mundial de boxe desafiante ao título mundial de pesos pesados.

## Recepção
Os leitores do mangá gostaram do personagem do Chade, com o aparecimento dele nas personagens muita popularidade de bleach. Na primeira enquete ele foi 6º com 2,109 votos. No entanto, as pesquisas seguintes ele não apareceu no top ten, sendo substituído por outros personagens. Seu caráter Também tem sido destaque em vários tipos de merchandising de bleach como bonecos, chaveiros e plush.
Várias publicações de mangá, anime e outros meios de comunicação já comentou o personagem do Chad, acrescentando elogios e críticas. Popcultureshock.Com escritor Carlos Alexandre seu caráter como, como cada personagem, ele é muito convincente e particularmente gostei de sua atitude pacifista, apesar de sua aparência. Carlo Santos do Anime News Network(Ann) concordou com isto embora ele encontrou Design visual dele ser estereotipado, mas a personalidade dele era única. Jarrah Pinho entretenimento da mania do chad encontrou revelar de poderes espirituais como seu favorito do volume 5 do mangá, adicionalmente, constatando que não arraste Fora a história. Ele também elogiou como chad equipas com ichigo é irmã, Karin, a fim de combater um atacando oco. No entanto, Carl Kimlinger de ann observou isto para não ser muito surpreendente para os telespectadores se eles viram outras séries baseadas No Mangá da Weekly Shōnen Jump como é tema comum nessas séries.O bryce coulter elogiou a mania do chad luta contra shunsui kyoraku, constatando o pacifista atitude juntamente com shunsui está bem como seu flashback 'que intensifica a sua amizade Com Ichigo. Jian Deleon da revista Complex chamado-o décimo em uma lista de " os 25 personagens de anime mais estilosa," e declarou: " Sado recebe este local por causa de sua incrível borgonha jaqueta de moto. Ele também não tem medo de rock calças de cor creme, nem quer desviar camisas estampadas."